# Khalid Jalal
Khalid Jalal Mohamed Yousef Al Marzouqi, meglio noto come Khalid Jalal (in arabo خالد جلال‎?; Abu Dhabi, 5 aprile 1995), è un calciatore emiratino, centrocampista del Khor Fakkan.

## Palmarès

### Club

#### Competizioni nazionali
- UAE Arabian Gulf League: 1

Al Wahda: 2009-2010
- UAE Super Cup: 1

Al Wahda: 2011
- Coppa del Golfo Arabico degli Emirati Arabi Uniti: 1

Al Nasr: 2019-2020